# Eristena shafferi
Eristena shafferi là một loài bướm đêm trong họ Crambidae.